# 카나자와 토모코
카나자와 토모코(金澤朋子, 1995년 7월 2일 ~ )는 일본의 여성 아이돌 그룹 전 Juice=Juice의 리더이자 최연장자이자 카미이시나카 카나 서브리더이다. 연예사무소 전 업프런트 프로모션 소속.

## 약력
2012년
- DAM★토모 노래방 콘테스트에서 최우수상을 수상. 특전으로「Hello! Project 탄생 15주년 기념 라이브 2012 여름」의 8월 18일 낮 공연(장소 : 나카노 선플라자)에서 Berryz코보, ℃-ute의 멤버들과 오프닝 액트를 맡는다.
- DAM★토모로부터 신청한 업프런트 워크스 주최의 OCEAN MUSIC AWARD 신인 발굴 오디션 2012에서 입상. 심사원의 의향에 의해 2012년 11월부터 하로프로연수생에 가입하는 활동.
- 12월 9일,「하로프로연수생 발표회 2012 ~12월의 생계란 Show!~」에서 첫 발표.

2013년
- 2월, 하로프로연수생 내 유닛인「Juice=Juice」결성 멤버로 뽑혔다.
- 6월 13일, 도쿄 이케부쿠로 선샤인 시티 분수 광장에서 Juice=Juice 3rd 인디즈 싱글「天まで登れ!」의 발매 이벤트에서 여름에 메이저 데뷔함이 발표되고 카나자와가 이 그룹의 서브리더에 취임하는 것이 발표되었다.

2019년
- 6월 12일 - 동년 6월 18일부터 2대 리더에 취임하는 것이 발표되었다.

2021년
- 9월 15일, 컨디션 불량으로 진단을 받은 결과, 치료를 계속하던 자궁내막증으로 인한 것으로 밝혀졌으며, 차츰 증상의 기복이 있고 컨디션이 안정되지 않아 3주 정도 활동을 휴지한다고 발표했다[1][2]. 헬로! 프로젝트의 콘서트 투어「속 · 화조풍월」의 팀「월」공연 중 9월 23일부터 10월 3일까지의 공연을 불참한다[1][2].
- 10월 6일, 11월 24일에 요코하마 아레나에서 행해진 단독 콘서트「Juice=Juice Concert 2021 ~FAMILIA~」를 기해 Juice=Juice와 헬로! 프로젝트를 졸업을 발표하였다[3]. 졸업 후에도 연예 활동을 계속하게 된다.
- 11월 24일, 요코하마 아레나에서 행해진「Juice=Juice Concert 2021 ~FAMILIA~」를 기해 Juice=Juice와 헬로! 프로젝트를 졸업.

2022년
- 5월 17일, 같은 달 말일로 연예계를 은퇴하는 것을 발표[4].
- 5월 31일, 연예계를 은퇴. 동시에 소속사와의 전속 매니지먼트 계약을 종료.

## 인물
취미는 영화 감상, 노래 부르기, 특기는 PC의 타이핑.
프로듀서인 층쿠♂에서는 "좋은 비브라토를 갖고 있어 무척 귀에 걸려 왔다"라는 뜻으로 특히 가창에서 높이 평가되고 있다.

## 작품

### 착신 싱글
- 黄色い線の内側で並んでお待ちください (2020년 1월 28일)
- あなたを想う帰り道 (2021년 11월 25일)

### DVD
- Greeting～金澤朋子～ (2014년 6월 26일) - e-LineUP! 한정 판매
- 金澤朋子 LIVE 2020 ～Rose Quartz～ (2020년 7월 15일)

## 출연

### 라디오
- 폭야~BAKUNAI (2015년 4월 3일 ~ 2021년 11월 21일, RF라디오닛폰) - 어시스턴트
- 카나자와 토모코의 Vivid Midnight (2019년 10월 5일 ~ 2021년 11월 20일, NACK5)

### 콘서트 · 라이브
합동
- 하로프로연수생 발표회 2013 ~3월의 생계란 Show!~ (2013년 3월 31일, 요코하마 BLITZ)
- 하로프로연수생 발표회 2013 ~6월의 생계란 Show!~ (2013년 6월 8일, 메르바르크 도쿄 · 15일, 오사카 미도회관)
- M-line Special 2021 ~Make a Wish!~ (2021년 5월 15일, 메구로 퍼시몬 홀, 2회 공연) - 게스트로서 출연.

단독
- 카나자와 토모코 LIVE 2020 ~Rose Quartz~ (2020년 1월 27일 ~ 2월 19일, COTTON CLUB)

## 서적

### 사진집
- 미니 사진집「Greeting-Photobook-」(2016년 7월 1일, 오딧세이 출판)
- 비쥬얼 포토북「tomorrow」(2018년 7월 2일, 오딧세이 출판)
- 포토북「#いいね三芳町」(2019년 10월 22일, 오딧세이 출판) ISBN 978-4-909643-42-2

## 소속 유닛
- Juice=Juice (2013년 ~ 2021년)
- ODATOMO (2014년 ~ 2022년)
- 카미이시나카 카나 (2017년 ~ 2018년)

## 같이 보기
- 헬로! 프로젝트